# كورنيا مايغا
كورنيا مايغا (بالإندونيسية: Kurnia Meiga Hermansyah)‏ (7 مايو 1990 بجاكرتا في إندونيسيا - ) هو لاعب كرة قدم إندونيسي في مركز حراسة المرمى. شارك مع منتخب إندونيسيا تحت 20 سنة لكرة القدم ومنتخب إندونيسيا تحت 21 سنة لكرة القدم ومنتخب إندونيسيا تحت 23 سنة لكرة القدم ومنتخب إندونيسيا لكرة القدم. أما مع النوادي، فقد لعب مع غامبا أوساكا ونادي آريما كرونوس.

## روابط خارجية
- كورنيا مايغا على موقع قاعدة بيانات كرة القدم.إي يو (الإنجليزية)
- كورنيا مايغا على موقع ناشيونال فوتبول تيمز (الإنجليزية)
- كورنيا مايغا على موقع Soccerway.com (الإنجليزية)